# Młody Yerba
Młody Yerba (ur. 1999 w Ustce)  –  pochodzący z Ustki, zamieszkały w Warszawie, polski raper, producent i wokalista, tworzący muzykę na spektrum emo-trapu, digicore'u oraz hyperpopu. Ściśle powiązany z polską sceną soundcloudową i jej korzeniami. Założyciel i członek kolektywów LTE Boys Global i Kurnik. Jego album studyjny wydany przez wytwórnie Universal Music Polska Odcinanie uplasował się na 23 miejscu na liście OLiS. Yerba uznawany jest za pioniera emo rapu w Polsce. Często współpracował z takimi artystami jak; Mlodyskinny, Maly Elvis czy hubithekid.

## Kariera
Yerba rozpoczął tworzyć muzykę w 2017 r. w tym samym roku powstał kolektyw LTE Boys Global, którego artysta był współzałożycielem. Początkowo, zajmował się głównie muzyką z gatunku emo-trap i udostępniał swoje amatorskie solowe utwory na SoundCloudzie. 3 lipca 2017 r. wydał debiutancką EP'ke, Eh. 16 czerwca 2018 r. pojawiła się kolejna EP'ka Wieżowce. Popularność przyniosły mu single: Rockstar wraz z Malym Elvisem (2018), Global z Mlodyskinnym i Elvisem (2018), Odnosze wrazenie ze kiedy cie dotkne to ty bardziej umrzesz (2019), Trudne czasy z Yung Adiszem i Mlodyskinnym (2019), Nieprzyzwyczajony (2019) oraz Zmarnowane twarze (2019), które łącznie zdobyły miliony odsłuchań w serwisach YouTube, SoundCloud czy Spotify. Szybko dzięki temu zdobył podziemne uznanie i rozpoznawalność. 22 lipca 2018 r. wraz z Mlodyskinnym wydał EP, Chains. 24 listopada 2018 r. Yerba wydał swój debiutancki album studyjny Outcast na którym gościnnie znaleźli się Mlodyskinny, Lil Tadek, Maly Elvis oraz Mlody West. 13 marca 2019 r. wystąpił gościnne w utworze Jeden Hit od rapera Young Kaia, singel został odsłuchany ponad 3 miliony razy w serwisie YouTube, 25 listopada 2019 r. wydał singel Gdzie nie uciekniesz. 21 lutego ukazał się pierwszy singel z jego albumu Odcinanie, Hades wraz z gościnnym udziałem Mlodyegoskinny’ego. Za miks i mastering utworu odpowiadał Deszczu Strugi. Drugi singel z albumu o nazwie Gorsze sny ukazał się 2 czerwca. 24 lipca ukazał się album Odcinanie. Krążek uplasował się na 23 miejscu na liście OLiS. Album spotkał się z negatywną opinią krytyków muzycznych. 20 września Yerba wydał singel Disney Channel wraz z hubithekidem a 25 września EP Sinice. 26 lutego 2021 r. wraz z Yung Adiszem Yerba wydał singel Nie mam czasu. 7 kwietnia muzyk wydał trzeci album studyjny Baterie. 28 czerwca razem z hubithekidem wydali współną EP'ke Lifestyle. 12 kwietnia 2022 r. ukazał się czwarty album Yerby zatytułowany: yerbowanie.

## Styl muzyczny
Charakterystyczną cechą jego brzmienia są przestrzenne i jasne wokale, które artysta łączy z bardzo szeroką gamą podkładów inspirowanych starą muzyką elektroniczną i metalcorem.
Teksty Młodego Yerby skupiają się głównie na nostalgii i tęsknocie – czasem przejawiają się one w stonowanych, spokojnych utworach, a czasem w ich totalnym przeciwieństwie, w którym obraca je on w coś bardzo zdystansowanego lub wręcz prześmiewczego. W jego brzmieniu zaś od zawsze możemy usłyszeć jawne inspiracje starą elektroniką i gatunkami takimi jak trance czy progressive house, do których sam artysta nie ukrywa swojego sentymentu.
Młody Yerba jest także wyjątkowym producentem i odpowiada za większość podkładów muzycznych wykorzystywanych w swoich utworach. Poza tym stworzył też ogromną część bitów pod najbardziej ikoniczne piosenki wydane w jego środowisku.
Jako swoje inspiracje wymienił; ecco2k, Paul van Dyk, ATB, Armin van Buuren, Chicane, Drain Gang, Yung Lean.

## Dyskografia

### Albumy
- Outcast (2018)
- Odcinanie (2020)
- Baterie (2021)
- yerbowanie (2022)

### EP
- Eh Ep (2017)
- El. Psy. Koongoro. (2017)
- z daleka (2017)
- Wieżowce EP (2018)
- Chains (wraz z Mlodyskinny) (2018)
- Sinice (2020)
- Lifestyle (wraz z hubithekid) (2021)